# Dance, Dance (The Mexican)
«Dance, Dance (The Mexican)» fue un sencillo del Thalía de su álbum de 2002 autotitulado Thalía. El "Hex Hector Remix" fue puesto en varias radios.

## Información
La canción fue escrita por Thalía, Cory Rooney, JC Oliver y S. Barnes, y producida por Poke y Tone y Cory Rooney. También tiene un extracto de "Mexican", escrito por Alan Shacklock.
La versión en español cuenta con Marc Anthony en los coros. Thalía ganó con esta canción el Dance International Music Award.

## Lista de canciones
U.S. 12" vinyl single (2002)
1. «Dance Dance (The Mexican)» [Hex Hector/Mac Quayle Club Vocal Up Mix]
2. «Dance Dance» (The Mexican) [Ricky Crespo Dance Radio Edit]
3. «Dance Dance» (The Mexican) [Hex Hector/Mac Quayle Dub Mix]
4. «Dance Dance» (The Mexican) [Alterboy Remix]

## Versiones oficiales
1. «Dance Dance» (The Mexican) [Hex Hector/Mac Quayle Club Vocal Up Mix]
2. «Dance Dance» (The Mexican) [Hex Hector/Mac Quayle Dub Mix]
3. «Dance Dance» (The Mexican) [Hex Hector/Mac Quayle Radio Remix]
4. «Dance Dance» (The Mexican) [Ricky Crespo Dance Radio Edit]
5. «Dance Dance» (The Mexican) [Ricky Crespo Club Mix]
6. «Dance Dance» (The Mexican) [Alterboy Remix]
7. «Dance Dance» (The Mexicana) [Fluid Dark Side Mix]
8. «Dance Dance» (The Mexican) [Spanish - featuring Marc Anthony]
9. «Dance Dance» (The Mexican) [Hex Hector/Mac Quayle Radio Remix] [Spanish - featuring Marc Anthony]

## Posicionamiento
| Listas (2003)                         | Posición |
| ------------------------------------- | -------- |
| Estados Unidos (Hot Dance Club Songs) | 6        |